# Danny Day
Danny Day (* 5. Oktober 1972) ist ein ehemaliger australischer Bahnradsportler.
1992 wurde Danny Day in Hamar Vize-Weltmeister im Tandemrennen, gemeinsam mit Stephen Pate. Bei den Bahn-Weltmeisterschaften 1997 wurde er Dritter im Teamsprint, mit Shane Kelly und Sean Eadie, im Jahr darauf Vize-Weltmeister im Teamsprint, mit Kelly und Graham Sharman.